# Younes Namli
Younes Namli (Copenaghen, 20 giugno 1994) è un calciatore danese di origini marocchine, centrocampista o attaccante del Le Havre.

## Carriera
Prodotto delle giovanili dell'AB, è promosso in prima squadra per la stagione 2013-2014. Debutta nella prima divisione danese il 28 luglio 2013 contro l'Horsens. Sigla la sua prima rete il 12 aprile 2014 in una trasferta contro l'Hobro. Viene impiegato con continuità per tutto il resto della stagione, al termine della quale colleziona trenta presenze e due reti.
Nell’estate 2015 viene ceduto al club olandese dell’Heerenveen, militante in Eredivisie. Tuttavia, nonostante le 32 presenze collezionate, il giocatore non mette a segno nessuna rete.
Nel 2017, dopo due stagioni all’Heerenvenn, viene ceduto al PEC Zwolle, altro club in Eredivisie. Dopo aver totalizzato 5 gol in 32 presenze ed altre 2 reti in 4 partite di KNVB beker, il giovane viene confermato anche per la stagione seguente. Il primo dicembre 2018 viene schierato in campo con la fascia di capitano, nel match vinto per 2-0 sul campo del De Graafschap. In due anni mette insieme 65 presenze e 9 gol.
Il 22 maggio 2019 viene ceduto al Krasnodar con cui firma un contratto quadriennale.